# Przestrzele (powiat łomżyński)
Przestrzele – wieś w Polsce położona w województwie podlaskim, w powiecie łomżyńskim, w gminie Jedwabne.
Wieś leży 2 km na wschód od Jedwabnego.
Wierni kościoła rzymskokatolickiego należą do parafii św. Jakuba Apostoła w Jedwabnem.

## Historia
Prywatna wieś szlachecka położona była w drugiej połowie XVI wieku w powiecie wiskim ziemi wiskiej województwa mazowieckiego. W roku 1827 we wsi było 20 domów i 116 mieszkańców. W 1872 w folwarku Przestrzele znajdowała się gorzelnia i destylarnia. Pod koniec XIX wieku Przestrzele: wieś i folwark w powiecie kolneńskim, gmina i parafia Jedwabno. W czasach zaborów w granicach Imperium Rosyjskiego. W latach 1921–1939 wieś leżała w województwie białostockim, w powiecie kolneńskim, w gminie Jedwabne. Miejscowość należała do parafii rzymskokatolickiej w Jedwabnem. Podlegała pod Sąd Grodzki w Stawiskach i Okręgowy w Łomży; właściwy urząd pocztowy mieścił się w Jedwabnem.
Na początku XX w. folwark wchodził w skład dóbr Jedwabne.
W wyniku napaści ZSRR na Polskę we wrześniu 1939 miejscowość znalazła się pod okupacją sowiecką. 2 listopada została włączona do Białoruskiej SRR. 4 grudnia 1939 włączona do nowo utworzonego obwodu białostockiego. Od czerwca 1941 roku pod okupacją niemiecką. 22 lipca 1941 r. włączona w skład okręgu białostockiego III Rzeszy.
W latach 1975–1998 miejscowość należała administracyjnie do województwa łomżyńskiego.

## Demografia
Według Powszechnego Spisu Ludności z 1921 roku zamieszkiwały tu 73 osoby w 8 budynkach mieszkalnych.
W 2007 r. w miejscowości były 22 domy, w tym 1 niezamieszkany.